# Oki körzet
Oki (隠岐郡, Oki gun) Simane prefektúra egyik körzete Japánban.
2003-ban a körzet népessége 24 500 fő, népsűrűsége 70,79 fő volt négyzetkilométerenként. Teljes területe 346,10 km².
Az Oki körzet az Oki-szigeteket is magában foglalja, történelmi nevén Oki tartománynak hívták.

## Városok és falvak
- Ama
- Csibu
- Nisinosima
- Okinosima – Fusze, Goka, Szaigó és Cuma egybeolvadásával jött létre 2004. október 1-jén.